# Age of Chivalry
Age of Chivalry è un videogioco d'azione basato su un mod del motore grafico Source engine, pubblicato il 3 ottobre 2008 sulla piattaforma Steam. Per poterlo scaricare è necessario avere sul proprio account di Steam almeno un gioco che si serve di Source.
Age of Chivalry è completamente online e gratuito.

## Ambientazione e obiettivi
Il gioco è ambientato in età medievale, ed è possibile scegliere come proprio personaggio uno tra Arciere, Fante e Cavaliere. Non sono presenti per scelta degli sviluppatori elementi magici nel gioco, cercando dunque di ricreare uno scenario medievale il più realistico possibile. Lo scontro vede opposte due diverse fazioni, gli "Agathia Knights" e il "Mason Order", impegnati in una guerra per il controllo della nazione.
Gli obiettivi cambiano da mappa a mappa, e non manca neanche il classico "Capture the flag".
Ogni classe può scegliere tre tipi diversi di armamenti, così da permettere a ogni giocatore di adottare la tecnica che preferisce.